# Chicago Boys
Die Chicago Boys sind eine Gruppe chilenischer Wirtschaftswissenschaftler. Sie studierten von 1956 bis 1970 größtenteils an der University of Chicago und waren von den Ideen Friedrich August von Hayeks und Milton Friedmans inspiriert. Sie wurden in Chile unter der Herrschaft Augusto Pinochets wirtschafts- und sozialpolitisch sehr einflussreich. Diese Ökonomen waren von der Überlegenheit freier Märkte überzeugt, die sie durch Privatisierungs- und Deregulierungsmaßnahmen zu realisieren suchten.
Wegen der politischen Bedingungen in der Diktatur konnten sie ihre weitreichenden Reformvorstellungen zunächst ohne wesentliche Abstriche durchsetzen. Viele Kritiker wie auch Befürworter sehen in den Reformen daher ein wichtiges Experiment unter Realbedingungen, das Aufschlüsse über die Auswirkungen einer wirtschaftsliberalen und monetaristischen Praxis erlaubt. Auch in anderen lateinamerikanischen Staaten gewannen Ökonomen der Chicagoer Schule an Einfluss und werden ebenfalls oft als Chicago Boys bezeichnet.

## Ausbildung und Organisation
Als „Chicago Boys“ wurde die Gruppe von Ökonomen wegen ihrer Verbindung zur ökonomischen Fakultät der Universität Chicago bekannt, auch wenn nicht alle Mitglieder dort studiert haben. So haben vier der 26 bei Patricio Silva genannten einflussreichsten Chicago Boys Abschlüsse von anderen US-amerikanischen Fakultäten. Die Gruppe definierte sich jedoch über ein gemeinsames Projekt: Die in Chile vorherrschende strukturalistische Wirtschaftspolitik sollte durch die Lehren der Chicagoer Schule der Ökonomie abgelöst werden. Der lateinamerikanische Strukturalismus war eng mit der CEPAL (Comisión Económica para América Latina y el Caribe) mit Sitz in Santiago und ihrem langjährigen Direktor Raúl Prebisch verbunden. Sie gilt als eng verwandt mit den – oft aber eher marxistisch orientierten – Ansätzen der Dependenztheorie. Anders als der Monetarismus der Chicagoer Schule gingen die lateinamerikanische Strukturalisten davon aus, dass Marktöffnung und internationale Arbeitsteilung wegen einer zu erwartenden Verschlechterung der Terms of Trade auf lange Sicht nachteilig für die Entwicklungsländer an der Peripherie der Weltwirtschaft seien und dass nur eine aktive Industrialisierungspolitik die Abhängigkeit vom Zentrum verringern könne. Bezeichnet wird diese Strategie auch als importsubstituierende Industrialisierung.
Die Gruppe der Chicago Boys war durch persönliche Beziehungen und gemeinsame Erfahrungen miteinander eng verbunden. Daher konnte sie noch zur Zeit der Herrschaft Pinochets auf kohärente Weise auftreten, was als einer der Gründe für ihren Erfolg angesehen wird. Eine Gruppe mit einem gemeinsamen politischen Programm haben die Chicago Boys jedoch erst nach ihrer Rückkehr nach Chile gebildet. Unter den Absolventen des Austauschprogramms mit Chicago waren einige, wie etwa Ricardo Ffrench-Davis und Carlos Massad, die abweichende politische Ansichten hatten und daher später nicht zu den Chicago Boys gezählt wurden.

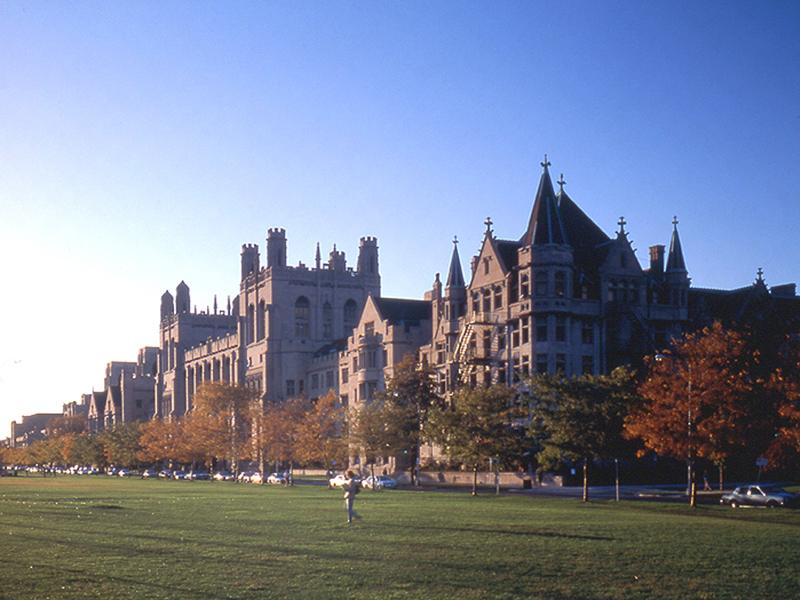
Universität Chicago

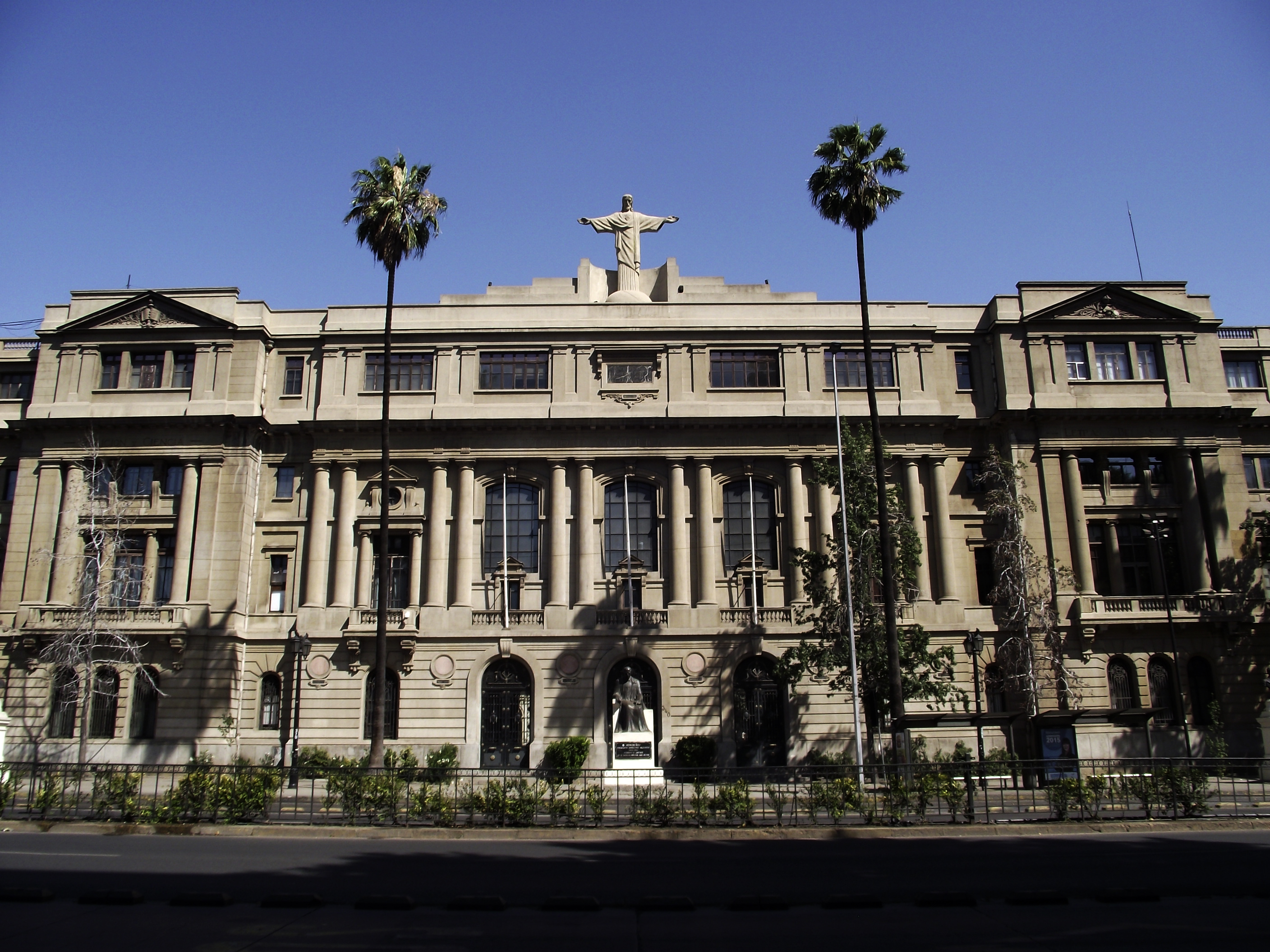
Universidad Católica de Chile

Grundlage der Studienaufenthalte chilenischer Ökonomen in Chicago war ein Austauschprogramm, das auf Verträgen zwischen der University of Chicago, der Universidad Católica de Chile und der staatlichen Entwicklungshilfeorganisation International Cooperation Administration (heute: USAID) basierte. Die Ford Foundation unterstützte spätere Programme finanziell. Die Verträge gingen auf eine Initiative des Entwicklungspolitikers Albion Patterson und den Chicagoer Ökonomen Theodore W. Schultz zurück. Schultz war auf Grundlage seiner Humankapitaltheorie davon überzeugt, dass die Entwicklungsländer Lateinamerikas nur durch verbesserte Bildung vorangebracht werden konnten. Patterson und Schultz hatten zunächst mit der Universidad de Chile Kontakt aufgenommen, die aber wegen ihrer strukturalistischen Ausrichtung Vorbehalte gegen eine exklusive Partnerschaft mit der Chicagoer Fakultät hatte, die sich seit den 1950er Jahren als eigenständige ökonomische Schule profiliert hat. Dagegen wollte der Dekan des wirtschafts- und sozialwissenschaftlichen Fachbereichs der Universidad Católica de Chile, Julio Chaná, seinen Fachbereich mit Schwerpunkt auf der Ökonomie modernisieren, so dass dann mit dieser Universität eine Kooperation entstand.
In den ersten Jahren zwischen 1956 und 1964 durchliefen 26 Chilenen das Ausbildungsprogramm in Chicago, insgesamt über 100. Einige der Studenten dieser ersten Generation wurden später Professoren an der Universidad Católica, wo einer der ersten Austauschstudenten, Sergio de Castro, Dekan der Wirtschaftsfakultät geworden war. Unter der Anleitung von Chicago-Professoren richteten sie die Fakultät grundlegend neu aus. Mit Unterstützung der Rockefeller Foundation gingen Castro und andere Chicago Boys auch nach Argentinien und Kolumbien, um dort zu lehren. Eine zentrale Rolle bei der Durchführung des Programms zwischen der Católica und Chicago und für die Ausbildung der Studenten spielte Arnold Harberger, der ab 1955 häufig auch in Chile zu Besuch war. Milton Friedman hatte dagegen keinen so intensiven persönlichen Kontakt zu den Chicago Boys, auch wenn die meisten seine Lehrveranstaltungen und einige auch seinen Money and Banking Workshop besuchten. Obwohl die Fakultät in Chicago erst ab den späten 1950er Jahren als spezielle ökonomische Schule galt, seien nach George Stigler der Monetarismus, die neoklassische Preistheorie und die kritische Haltung gegenüber öffentlicher Regulierung charakteristisch gewesen. George P. Shultz beschreibt das Klima an der Fakultät als sehr streitbar und durch offene Debatten zwischen Professoren und Studenten geprägt.
Ein erster Zusammenschluss von Chicago Boys als politisch relevante Gruppe erfolgte zunächst in Opposition gegen Studentenproteste an der Universidad Católica Mitte der 1960er Jahre. In der Folge knüpften Chicago Boys Kontakte zu der PDC und der Gremialisten-Bewegung Jaime Guzmáns. Bei den sogenannten Gremialistas handelt es sich um eine rechtskonservative, katholische und zunächst stark korporatistisch geprägte Bewegung. Sie hatte sich in den 1960er Jahren ebenfalls an der Universidad Católica etabliert, war später eng mit den Chicago Boys verbunden und gewann wie diese in den Anfangsjahren des Pinochet-Regimes politischen Einfluss. Gesellschaftlichen Rückhalt konnten die Chicago Boys vor allem unter international orientierten Unternehmern gewinnen. Der Bankier und Eigentümer der konservativen Zeitung El Mercurio Agustín Edwards Eastman richtete 1968 ein ‚Zentrum für soziale und ökonomische Studien‘ (CESEC) ein, an dem viele Chicago Boys tätig wurden. Weiterhin bekam El Mercurio einen Wirtschaftsteil, für den die Chicago Boys Editorials schrieben. In ihren Diskussionen in den 1960er Jahren sparten die Chicago Boys nach Angaben von Rolf Lüders politische Themen aus; sie waren der Auffassung, dass die Ziele einer wissenschaftlich fundierten Wirtschaftspolitik nicht verhandelbar seien.
Die Gruppe wurde 1970 zu einer politischen Kraft der „neuen Rechten“, als die Chicago Boys den konservativen Präsidentschaftskandidaten Jorge Alessandri gegen Salvador Allende unterstützten. Während der Präsidentschaft Allendes trafen sich in einem sogenannten Montagsclub wöchentlich oppositionelle Presse- und Wirtschaftsvertreter im Verlagshaus des El Mercurio. Zur Vorbereitung auf die Zeit nach dem geplanten Putsch initiierte dieser Kreis die Erstellung einer wirtschaftspolitischen Programmschrift. Zehn Ökonomen – davon acht mit Abschluss in Chicago – arbeiteten die Schrift aus, die später El Ladrillo (der Backstein) genannt wurde. Auf diese Programmschrift nahmen die Chicago Boys auch später bei der Umsetzung ihrer Reformen immer wieder Bezug.

## Wirtschaftspolitik

### Ausgangslage

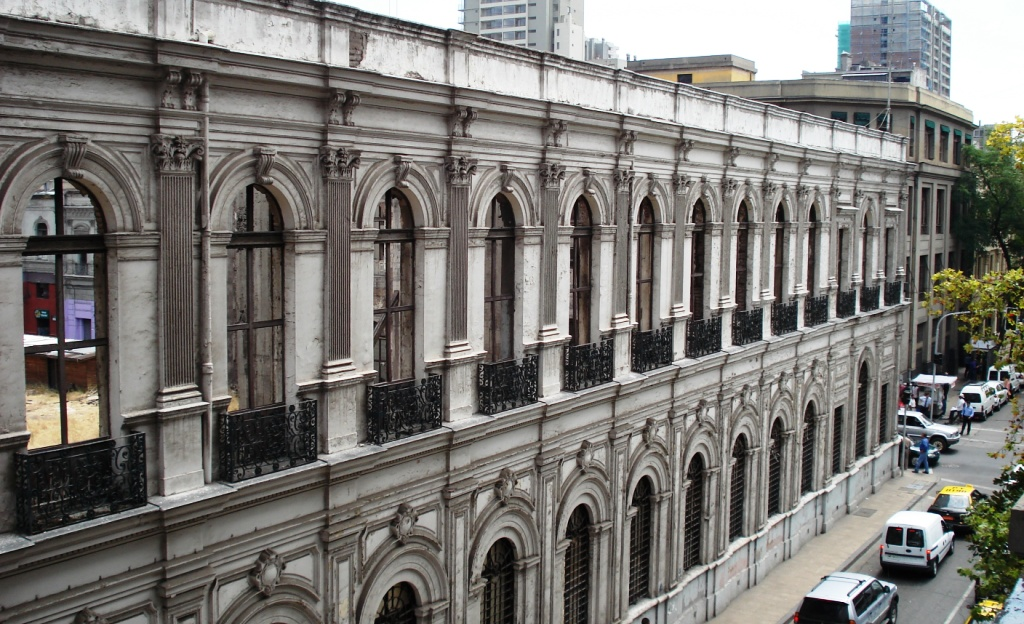
Der Sitz des El Mercurio in Santiago von 1902 bis 1983: Unter Allende fanden hier die Treffen des oppositionellen Montagsclubs statt. Nach Pinochets Putsch vermittelte der „El Mercurio“-Aufsichtsrat Cubillos den Kontakt zu den Chicago Boys.

In den 1950er und 1960er Jahren war Chile durch die strukturalistische Wirtschaftspolitik der ECLAC geprägt. Demnach galt es, die chilenische Wirtschaft durch Protektionismus und Industrialisierung zunächst aus sich heraus für die Herausforderungen des Weltmarktes starkzumachen.
Salvador Allende hatte nach seiner Wahl 1970 mit dem sozialistischen Umbau der Wirtschaft begonnen. Zu seinen Maßnahmen zählten Verstaatlichungen insbesondere im Bankensektor und im Kupferbergbau, eine starke Erhöhung der Staatsausgaben und Preiskontrollen. Von den Verstaatlichungen waren viele ausländische, vor allem US-amerikanische Unternehmen betroffen. Die US-Regierung wurde von Vertretern der Industrie zu Wirtschaftssanktionen gedrängt, entschied sich jedoch gegen ein offizielles Handelsembargo. Sie versuchte vielmehr gemeinsam mit US-Unternehmen Chile weitgehend von der Vergabe von Krediten und Entwicklungshilfe abzuschneiden. Die dadurch verursachten Versorgungsengpässe führten unter anderem zu einem Streik der Lastwagenfahrer. Dadurch wurde eine Ereigniskette in Gang gesetzt, die mit dem Sturz Allendes endete. Trotzdem bleibt in der Literatur umstritten, ob diese Politik der sogenannten „unsichtbaren Blockade“ tatsächlich für das wirtschaftspolitische Scheitern der Regierung Allende verantwortlich gemacht werden kann. So geht der US-amerikanische Politikwissenschaftler Paul E. Sigmund davon aus, dass die von Nixon ergriffenen Maßnahmen angesichts der Enteignungen relativ milde gewesen seien. Die Hauptursache für die hohe Inflation und die sozialen Unruhen habe im politischen Programm Allendes gelegen. Kritische Stellungnahmen zu Sigmund heben hervor, dass er zwar die Details der Einflussnahme im Wesentlichen anerkenne, aber letztlich „den Wald vor Bäumen“ nicht sehe. Selbst Sigmund gebe zu, dass ohne externe Einflussnahme die Streiks gegen Allende nicht so schnell eskaliert wären und nicht so lang gedauert hätten.
Bis 1973 entwickelte sich jedenfalls eine galoppierende Inflation. Während das Wirtschaftswachstum im ersten Regierungsjahr noch auf 7,7 Prozent gestiegen war, erlebte Chile 1973 eine Rezession.
Nach dem Putsch im September 1973 leiteten zunächst Militärs alle wichtigen Ministerien. Ohne ein klares wirtschaftspolitisches Konzept gelang es ihnen nicht, die Inflation in den Griff zu bekommen: Die Inflationsrate verharrte im dreistelligen Bereich. Obwohl die Generäle als Gegner der sozialistischen Regierung Allendes grundsätzlich eine liberale wirtschaftspolitische Einstellung hatten, hatten sie keine ausreichenden Kontakte zur bürgerlichen Gesellschaft, um ökonomisches Fachpersonal zu rekrutieren.
Zunächst sprach das Pinochet-Regime daher ehemalige Minister der christlich-demokratischen Regierung unter Eduardo Frei Montalva an. Da diese aber politische Forderungen stellten und die Menschenrechte eingehalten sehen wollten, scheiterten diese Versuche. Über Hernán Cubillos, der im Aufsichtsrat des El Mercurio saß, und Roberto Kelly kam dann der Kontakt zu den Chicago Boys zustande. Damit war der Moment für den in El Ladrillo ausgearbeiteten Plan gekommen. Sergio de Castro überzeugte mühselig General Pinochet von der Notwendigkeit der marktwirtschaftlichen Reformen, und bis Ende 1974 besetzte Pinochet die wichtigsten Ministerien mit Chicago Boys.

### Radikale Reformen von 1975 bis 1982
In der zweiten Hälfte der 1970er Jahre unternahm das Regime verstärkte Anstrengungen, die fehlende demokratische Grundlage durch wirtschaftliche Erfolge auszugleichen. Chile galt als Testfall für die Erprobung des wirtschaftsliberalen Programms der Chicagoer Schule. Arnold Harberger lud Milton Friedman im Namen der Banco Hipotecario de Chile zu einem Besuch in Chile im März 1975 ein. Bei dieser Gelegenheit erklärte Friedman, dass die grundlegenden Probleme des Landes, d. h. die Inflation und die ökonomische Zerrüttung, eine „Schockbehandlung“ erforderten. Eine Politik der kleinen Schritte berge die Gefahr, dass der Patient sterbe, bevor die Behandlung wirke. Auf die persönliche Bitte Pinochets schrieb Friedman ihm danach aus Chicago einen ausführlichen Brief mit Empfehlungen. Im April 1975 übergab Pinochet einem Team von vier „Hardlinern“ unter den Chicago Boys das wirtschaftspolitische Kommando: Er ernannte Sergio de Castro zum Wirtschaftsminister, Jorge Cauas zum Finanzminister, Pablo Baraona zum Präsidenten der Zentralbank und Roberto Kelly zum Chef des Planungsamtes.

#### Inhalt
Im selben Monat begannen die Chicago Boys, die Wirtschaft Chiles mit weitreichenden Deregulierungs- und Privatisierungsmaßnahmen grundlegend umzugestalten.

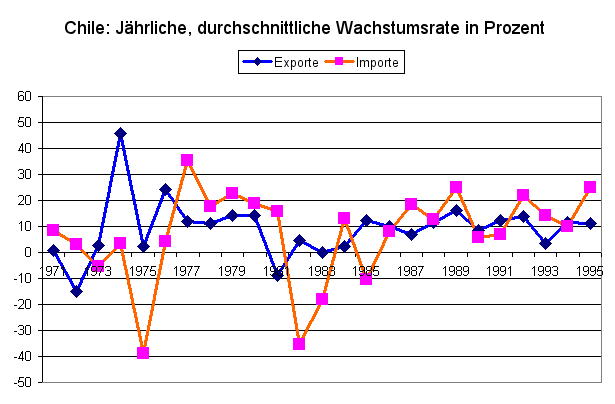
In der Regierungszeit Pinochets kam es zu einer deutlichen Ausweitung des Außenhandels Chiles. Gut zu erkennen ist auch der Rückgang der Exporte Anfang der 1980er Jahre.

Anstelle der bisher verfolgten Politik der importsubstituierenden Industrialisierung orientierte sich die chilenische Wirtschaftspolitik nun am entwicklungspolitischen Modell einer außenorientierten Handelspolitik. Dafür bauten die Chicago Boys einseitig Handelshemmnisse und Preiskontrollen ab und deregulierten und öffneten den Finanzmarkt; gegen Ende der 1970er liberalisierten sie den Kapitalverkehr. Um die chilenische Wirtschaft im Sinne der Theorie des komparativen Kostenvorteils effizienter zu gestalten, wurden die Einfuhrzölle von über 100 auf 10 Prozent gesenkt. In der Folge wuchs der Außenhandel Chiles stark an. Die Freihandelspolitik kam Anfang der 80er Jahre in die Krise, als aus einer Reihe von Gründen wie z. B. der Überbewertung des chilenischen Peso die Ausfuhren zurückgingen und es zu einem deutlichen Handelsdefizit kam.
Die Chicago Boys verkleinerten den öffentlichen Sektor, indem sie enteignete Unternehmen an frühere Eigentümer zurückgaben und traditionell öffentliche Unternehmen privatisierten. Das öffentliche Bildungssystem wurde zum Teil privatisiert. Allein im Jahr 1975 senkten die Chicago Boys unter Pinochet zur Inflationsbekämpfung die Ausgaben der Ministerien, Regierungsbehörden und Bildungseinrichtungen um zwischen 15 und 25 Prozent. Eine Steuerreform verringerte den Anteil direkter und progressiver Steuern.
1979 startete ein Programm der „Sieben Modernisierungen“ (Siete Modernizaciones), das marktwirtschaftliche Grundsätze – zusätzlich zu den Privatisierungen im öffentlichen Sektor – auch im Bereich der Arbeit, der Landwirtschaft, der Bildung, der Gesundheit, der Sozialversicherung und der Justiz zur Geltung bringen sollte. Im Arbeitsrecht wurden unter anderem der Kündigungsschutz in der Privatwirtschaft und das Streikrecht abgeschafft.
Der Chicago Boy José Piñera stellte das chilenische Rentensystem gegen anfängliche Widerstände der Generäle und der Opposition komplett von einem umlagenfinanzierten auf ein kapitalgedecktes System um, wobei ihm die Idee zu der Privatisierung beim Lesen von Milton Friedmans Hauptwerk Kapitalismus und Freiheit von 1962 kam. Als Alternative zum öffentlichen Gesundheitssystem, dessen Subventionierung sie stark zurückfuhren, etablierten die Chicago Boys private Krankenversicherungen nach dem Vorbild des US-amerikanischen Gesundheitssystems. Im Bereich der Bildung sollte ab 1980 ein Gutscheinsystem die freie Wahl zwischen öffentlichen und privaten Schulen erleichtern.
Nach Ansicht von Milton Friedman war die Rezession von 1975, die zu einer Schrumpfung des Bruttoinlandsprodukts um 13 % geführt hatte, die vorhersehbare und unvermeidliche Folge der monetären Schockbehandlung zur Absenkung des Geldmengenwachstums. Seiner Ansicht nach war dies aber notwendig, um ein gesundes Wirtschaftswachstum herbeizuführen. Die Inflationsraten gingen bis Ende der 70er Jahre zurück:
| Jahr          | 1973  | 1974  | 1975  | 1976  | 1977 | 1978 | 1979 | 1980 | 1981 | 1982 |
| ------------- | ----- | ----- | ----- | ----- | ---- | ---- | ---- | ---- | ---- | ---- |
| Inflation (%) | 508,1 | 376,0 | 340,0 | 174,0 | 63,5 | 30,3 | 38,9 | 31,2 | 9,5  | 20,7 |

#### Politische Umsetzung
Zentral für die Umsetzung der Reformen war das erst 1967 als Behörde gegründete Nationale Planungsamt (ODEPLAN). Die Leitung übernahm zunächst Roberto Kelly, dann Miguel Kast, die ODEPLAN schnell als die wichtigste beratende Organisation neben dem Finanz- und dem Wirtschaftsministerium etablieren konnten. ODEPLAN organisierte den Austausch mit Chicago und bereitete Gesetzgebungsprojekte vor. Im Amt kam es zu einer starken Verflechtung und Zusammenarbeit zwischen den ökonomischen Beratern der Chicagoer Schule und den Gremialistas, die mehrheitlich Politiker und Juristen waren und das Regime von Anfang an unterstützt hatten. Pinochet räumte den Chicago Boys bei ihren Reformen weitgehende Autonomie ein.
Die drastischen Maßnahmen zur Reform der chilenischen Wirtschaft waren nach Auffassung beteiligter Ökonomen und chilenischer Medien nur aufgrund des autoritären Charakters des Regimes möglich. Auf den Grundlagen der durch Hayek in The Road to Serfdom entwickelten Prinzipien konnten die Chicago Boys ihre wirtschaftsliberalen Ideen auch in den gesellschaftlichen und politischen Bereich übertragen. Nach ihrer Auffassung hatten in Chile zuvor lediglich „pseudo-demokratische“ Verhältnisse geherrscht, in denen Parteien und organisierte Interessengruppen ihre Vorstellungen zum Nachteil der Bevölkerung durchgesetzt hätten. Einige der Chicago Boys, wie Álvaro Bardón und Sergio de Castro, sahen die Diktatur sogar als ideales Regime an, um die Neutralität des Marktes zu gewährleisten. De Castro, der eine Führungsrolle unter den Chicago Boys hatte, schrieb, dass „die tatsächliche Freiheit einer Person nur durch ein autoritäres Regime gesichert werden kann, das Gewalt ausübt, indem es gleiche Regeln für alle durchsetzt“.
Um die Reformen effektiv durchsetzen zu können, mussten intermediäre zivilgesellschaftliche Organisationen weitgehend ausgeschaltet werden. So trugen die Chicago Boys etwa die Zerschlagung von einheitlichen Gewerkschaftsorganisationen mit. 1981 betrieben die Chicago Boys die Entmachtung der berufsständischen Organisationen, um – insbesondere gegen den Willen der Ärzteschaft im Gesundheitswesen – Reformen durchführen zu können.

#### Rolle der Chicagoer Schule
Die Chicago Boys standen während ihrer Tätigkeit für Pinochet mit Angehörigen der Chicagoer Schule in engem Austausch. So statteten neben Milton Friedman auch Friedrich August von Hayek und Arnold Harberger Besuche ab, die in der chilenischen Presse und international starke Resonanz fanden. Hayek wurde Ehrenpräsident des Centro de Estudios Públicos und Friedman trat mit einer Vorlesung im staatlich kontrollierten Fernsehen auf. 1981 fand ein regionales Treffen der Mont Pelerin Society in Viña del Mar statt. Hayek rechtfertigte bei dieser Gelegenheit in einem Interview mit dem El Mercurio die Etablierung einer Diktatur, wenn diese vorübergehend zur Durchsetzung wirtschaftlicher Freiheit als Grundlage des Liberalismus nötig sei. Gerechtfertigt sei unter Umständen auch das Opfer individuellen Lebens, um das Überleben der Mehrheit zu sichern. „Die einzig gültigen moralischen Maßstäbe für die ‚Kalkulation des Lebens‘ können […] nur das Privateigentum und der Vertrag sein.“
Obwohl Milton Friedman häufig mit den Chicago Boys in Verbindung gebracht wird, hatte er nie eine offizielle Beraterfunktion und keinen direkten Einfluss auf Pinochet. In seinen Memoiren lobt Friedman die Maßnahmen der Chicago Boys jedoch ausdrücklich und hebt Maßnahmen wie den Rückbau der Staatsquote, Steuer-, Gesundheits- und Rentenreform hervor. Die Chicago Boys griffen in ihren marktliberalen Prämissen auf Milton Friedmans Lehre – und insbesondere auf Kapitalismus und Freiheit – zurück. Neben der grundsätzlichen monetaristischen Ausrichtung und Privatisierungsstrategie waren auch konkretere Reformprojekte der Chicago Boys von Friedman und dem Chicagoer Ökonomen James M. Buchanan in den Jahren vor dem Putsch Pinochets in wissenschaftlichen Publikationen vorgeschlagen worden, so etwa die Einführung von Bildungsgutscheinen sowie die Etablierung eines individuell finanzierten Rentenfonds. Das ökonomische Programm der Chicago Boys unterschied sich allerdings in zwei Punkten deutlich von Friedmans Empfehlungen: So bauten sie die Importzölle nur graduell ab und nicht schlagartig, wie von Friedman empfohlen. Außerdem legte Sergio de Castro ab Ende der 1970er Jahre für zwei Jahre gegen den Rat Friedmans den Wechselkurs fest. Auch die österreichische Wirtschafts- und Sozialhistorikerin Karin Fischer geht davon aus, dass das Pinochet-Regime nicht die reine Lehre der Chicagoer Schule umsetzte. Vielmehr seien auch Ideen aus anderen theoretischen Traditionen, wie der Virginia School of Political Economy und der Österreichischen Schule, aufgegriffen und an das Land angepasst worden.

### Rezession 1982/83

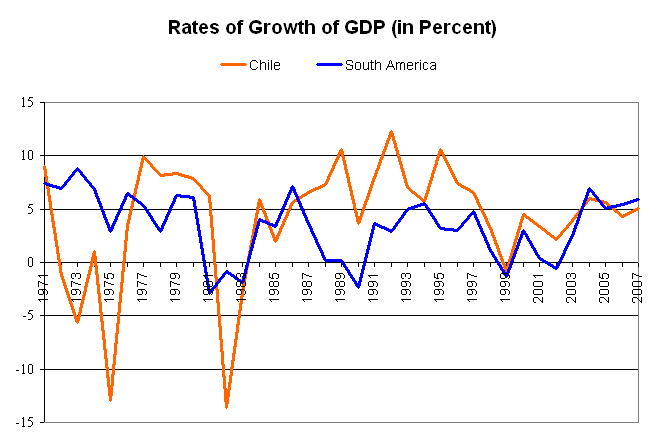
Das Wachstum (%) des Bruttoinlandsprodukt Chiles (Orange) und das durchschnittliche Wachstum Südamerikas (Blau) (1971–2008). Die Rezession von 1973 fällt in die Regierungszeit Allende, die Rezessionen von 1975 und 1982 in die Regierungszeit Pinochet.

Um das Jahr 1980 schien sich der Erfolg der Reformen zunächst zu bestätigen. Das chilenische Experiment war nach der guten wirtschaftlichen Entwicklung der späten 1970er Jahre neben den Reformen von Margaret Thatcher zum Vorzeigeobjekt für Monetaristen und Marktliberale geworden. Friedman prägte in seiner regelmäßigen Kolumne in Newsweek noch am 25. Januar 1982 den Ausdruck Wunder von Chile, als er die chilenische Entwicklung als „ökonomisches Wunder“ („economic miracle“) bezeichnete; ein „noch erstaunlicheres politisches Wunder“ („even more amazing political miracle“) sei es, dass die Militärjunta bereit gewesen sei, die von ihm für richtig gehaltene marktorientierte Umgestaltung durchzuführen.
Dieses Bild trübte jedoch 1982 eine schwere Rezession, bei der es zu einem drastischen Einbruch des Realeinkommens, einem starken Anstieg der Arbeitslosigkeit und zu einem Zusammenbruch des Finanzmarktes kam. Sechzehn von insgesamt 50 privaten Finanzinstituten gingen dabei in Konkurs.

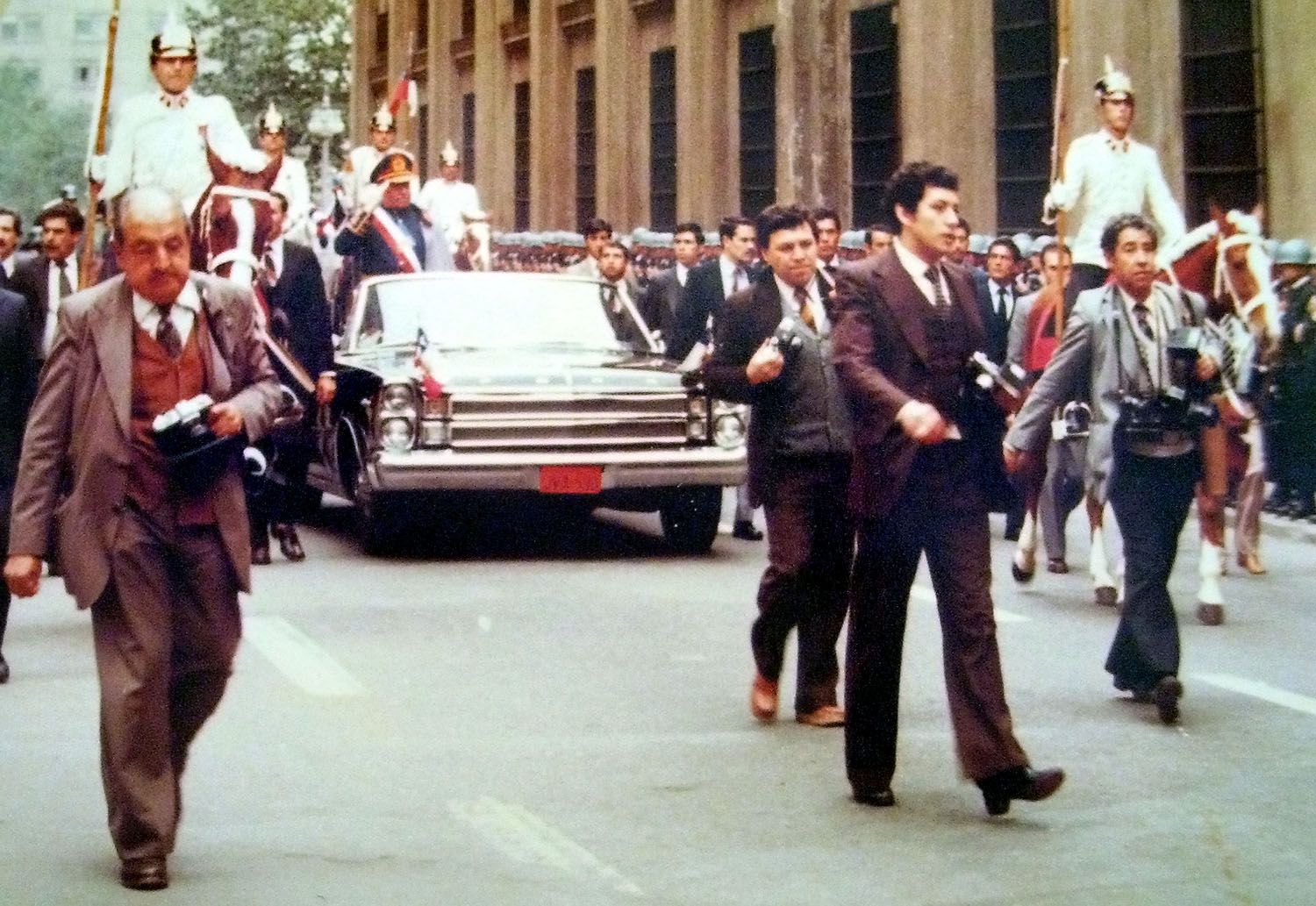
Feiern zum 9. Jahrestag des Putsches auf dem Höhepunkt der Bankenkrise 1982.

Als Ursache für den Kollaps der chilenischen Wirtschaft von 1982/83 wird eine Reihe von externen und internen Faktoren angesehen. Die Bindung des Pesos an den Dollar führte im Vorfeld der Krise zu einem starken Kapitalzufluss und zu einer Überbewertung des chilenischen Peso. Als Folge der Überbewertung gingen die Exporte Chiles zurück und das Land wurde mit günstiger Importware überschwemmt. Die geringe Regulierung des Bankenwesens und der Kreditvergaben sowie das reichlich vorhandene Geld führte bei niedrigen Zinsen zu einem riskanten Geschäftsgebaren des privatisierten Bankensektors. In Chile gehörten viele Banken zudem zu einem Mischkonzern (sog. grupo). Innerhalb der grupo vergaben die Banken Kredite zu unangemessen günstigen Konditionen an andere Tochterunternehmen. Wenn diese Unternehmen einen weiteren Finanzierungsbedarf anmeldeten, verlängerten die Banken auch notleidende Kredite oder vergaben neue Kredite, um drohende Insolvenzen abzuwenden.
In den Jahren 1981 und 1982 flossen größere Kapitalbeträge von privaten und öffentlichen Gesellschaften ins Ausland. In der Folge verringerten sich die chilenischen Währungsreserven. Infolge der zweiten Ölkrise stiegen die Preise für Rohöl, das Chile importieren musste. Der in den USA zur Inflationsbekämpfung durchgesetzte Zinsanstieg schlug wegen der Dollarbindung des Peso unmittelbar auf das chilenische Bankensystem und die kreditabhängige chilenische Wirtschaft durch. Während der weltweiten Rezession, die der Ölpreiskrise folgte, verfiel der Preis des wichtigsten chilenischen Exportguts, Kupfer. Das Land rutschte selbst in eine schwere Rezession, die von einem Zusammenbruch weiter Teile des überschuldeten Finanzsystems begleitet wurde. Viele Unternehmen mussten schließen.
Auch in anderen lateinamerikanischen Ländern kam es Anfang der 1980er Jahre zu einer Schuldenkrise. Insbesondere waren 1982 ebenfalls Mexiko, Brasilien und Argentinien betroffen. Die lateinamerikanische Schuldenkrise der 1980er Jahre stellte die strukturalistische Strategie der importsubstituierenden Industrialisierung in Frage, wie sie in Chile nach 1975 allerdings gar nicht mehr verfolgt worden war. Eine bessere Ausgangssituation als Chile hatten in der Krise Anfang der 1980er Jahre jene Staaten, die als Erdöl-exportierende Länder vom gestiegenen Ölpreis profitieren konnten (z. B. Venezuela). Die spezifisch chilenische Kombination interner und externer Faktoren führte Chile 1982/83 in der Summe der Einflüsse in eine wesentlich stärkere Rezession als die meisten anderen Staaten von Lateinamerika.

### „Pragmatischer Neoliberalismus“ von 1983 bis 1990

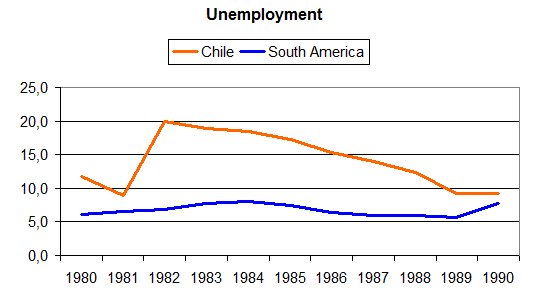
Entwicklung der Arbeitslosenquote (in %) von Chile (Orange) und Südamerika (Blau). Auch aufgrund der Auswirkungen der Rezession von 1981/82 bestand in den 1980er Jahren in Chile eine hohe Arbeitslosenquote. In einer anderen Quelle wird für den Höhepunkt der Krise eine Arbeitslosenquote von fast 30 % angegeben. Die Arbeitslosenquote Südamerikas betrug im Durchschnitt der Jahre 1980–1990 6,6 %.

Die Rezession führte zu sozialen Unruhen; das sogenannte „monetaristische Experiment“ galt weithin als gescheitert. Die Chicago Boys verloren in der Folge an Einfluss auf die chilenische Wirtschaftspolitik.
Der Finanzminister Sergio de Castro hatte 1979 ein System fester Wechselkurse eingeführt. Daran hielt er auch noch fest, als gemäßigtere Wirtschaftsberater wegen der stark angestiegenen Zahl der Unternehmenspleiten auf eine Abwertung des chilenischen Peso drängten. De Castro hielt dem entgegen, dass nur die stärksten und wettbewerbsfähigsten Unternehmen die Krise überstehen sollten, konnte sich mit seiner Vorstellung aber nicht mehr durchsetzen und musste 1982 gehen. An seine Stelle trat der ebenfalls in Chicago ausgebildete Rolf Lüders, der sich für Staatsinterventionen zur Rettung der Banken einsetzte. Nachdem bereits 1982 die beiden größten Banken vom Staat übernommen worden waren, wurden 1983 fünf weitere verstaatlicht und zwei weitere kamen unter Staatsaufsicht. Die Zentralbank musste für die Auslandsschulden aufkommen. Kritiker verspotteten diese Entwicklung als „Chicago way to socialism“, da unter der Ägide der Chicago Boys mehr Banken verstaatlicht wurden als unter der sozialistischen Regierung Allende.
1983 mussten weitere Minister zurücktreten, u. a. José Piñera als Bergwerksminister. Pinochet besetzte die Ministerposten durch Praktiker, anfänglich vor allem Unternehmer, später auch Verwaltungsbeamte. In der Agrarpolitik setzte das neue Team Mindestpreise fest und erteilte Subventionen für Kredite. Die Importzölle für landwirtschaftliche Produkte wurden erhöht, während der Export subventioniert wurde. Diese Phase, in der Hernán Büchi großen Einfluss gewann, wird häufig in Abgrenzung zu den radikaler an marktwirtschaftlichen Prinzipien orientierten Reformen bis 1983 als „pragmatischer Neoliberalismus“ bezeichnet. Büchi wurde 1983 zunächst Minister für öffentliche Planung (ODEPLAN), dann Chef der Bankenaufsicht, bis Pinochet ihn schließlich 1984 zum Finanzminister ernannte. Als Antwort auf die Finanzkrise setzte er 1982 ein Bankengesetz durch, das Mindestreserven erforderlich machte und eine strenge Bankenaufsicht etablierte. Seine Privatisierungspolitik hingegen stand weiter in der Tradition der Chicago Boys. Es kam zu einem weiteren Abbau der Staatsquote, insbesondere im Bereich der Sozialausgaben.
Von internationalen Organisationen wie dem IWF und der Weltbank war während der 1980er Jahre auf eine Rückkehr zur strengen Fiskalpolitik und zu Reprivatisierung der Banken gedrängt worden. Gegen Ende der Pinochet-Diktatur erhielten Chicago Boys wieder verstärkt verantwortliche Positionen in der Wirtschaftspolitik.

### Demokratisierung
Während der Diktatur Pinochets mussten chilenische Ökonomen, die kritisch gegenüber dem Kurs der Chicago Boys waren, entweder bei internationalen Organisationen wie der ECLAC bzw. der ILO oder bei privaten Forschungsinstituten wie der Gesellschaft für lateinamerikanische Studien (CIEPLAN) unterkommen, da heterodoxe Ökonomen von den Universitäten entlassen wurden und Pinochet kritische Fakultäten sogar kurzerhand schließen ließ. Nach der Demokratisierung ließen sich daher viele der wirtschaftspolitischen Experten und Verantwortlichen aus diesen Organisationen rekrutieren. Im ökonomischen Team der ersten demokratischen Regierung des Christdemokraten Patricio Aylwin von 1990 hatten von 23 Mitgliedern nur noch drei in Chicago studiert, davon wird lediglich einer, Andrés Sanfuentes als Präsident der Banco del Estado, zu den Chicago Boys gerechnet. Ein weiterer Chicago-Absolvent war Ricardo Ffrench-Davis, der zwar zu der ersten Generation von Austauschstudenten gehörte, als Anhänger der Christdemokraten unter den Chicago Boys aber neben Carlos Massad eine Ausnahmeerscheinung war. Das dritte Teammitglied mit Chicago-Abschluss war der spätere chilenische Zentralbankpräsident Roberto Zahler, der bereits 1982 „die Anmaßung der Wissenschaftlichkeit und absoluter Wahrheiten“ durch die Chicago Boys öffentlich kritisiert hatte.

### Resümee
Die radikalen Reformen der Chicago Boys wurden in der Phase des „pragmatischen Neoliberalismus“ sowie von den demokratischen Regierungen nach 1990 zum Teil relativiert und durch die Regulierung der Banken und sozialpolitische Maßnahmen ergänzt. Die marktwirtschaftliche Ausrichtung und die Freihandelspolitik behielten aber im Grundsatz sowohl Büchi als auch die Mitte-links-Regierungen unter Ricardo Lagos und Michelle Bachelet bei. Unter diesen erfolgte allerdings ein Übergang zur pragmatischeren neostrukturalistischen Wirtschaftspolitik.

## Weitere Lebensläufe und globaler Einfluss
Während die Chicago Boys in Chile nach 1983 weitgehend aus der Regierungsverantwortung entlassen wurden und nach der Demokratisierung praktisch keine politische Rolle mehr spielten, behielten sie in der Wirtschaft und in zivilgesellschaftlichen Beratungsorganisationen weiterhin Einfluss.

### In Chile

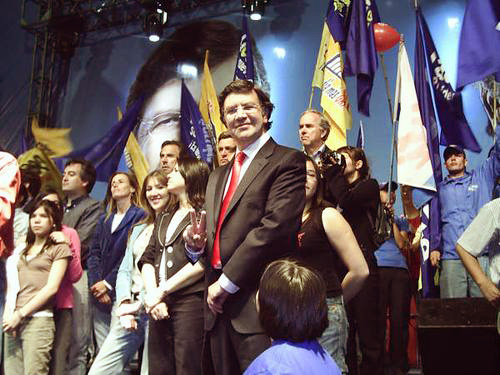
Joaquín Lavín als Kandidat der Alianza por Chile vor den Präsidentschaftswahlen 2005

Nach der Bankenkrise von 1982/83 gründeten die Chicago Boys und Gremialistas die regimetreue Unión Demócrata Independiente (UDI), die nach der Demokratisierung (1989) in die Opposition gehen musste.
Einige Chicago Boys kehrten nach ihrer weitgehenden Entmachtung Anfang der 1980er oder nach der Demokratisierung an die Universitäten zurück. Andere fingen an, für chilenische Banken und Unternehmen zu arbeiten. Viele konnten sich jedoch auch als internationale Berater etablieren oder traten in Denkfabriken ein. So berät z. B. José Piñera heute für das libertäre amerikanische Cato Institute Staaten bei der Rentenreform. José Piñera hatte zusammen mit seinem Bruder Sebastián Piñera in Harvard studiert, war unter der Pinochet-Diktatur erst Arbeitsminister und später Bergbauminister und wird zu den Chicago Boys gezählt.
Sein Bruder Sebastián hatte bereits frühzeitig die Wirtschaftspolitik der Chicago Boys kritisiert. Bei der Präsidentschaftswahl in Chile 2005/2006 konnte er sich zunächst gegen den Chicago Boy Joaquín Lavín (UDI) durchsetzen, verlor dann aber in der Stichwahl gegen die Sozialistin Michelle Bachelet. 2010 gewann Sebastián Piñera die Präsidentschaftswahl und machte Joaquín Lavín zum Bildungsminister.

### Einfluss in Lateinamerika und weltweit
In den 1980er und 1990er Jahren konnten Ökonomen mit Ausbildung in Chicago (und zunehmend auch an Fakultäten der sogenannten Ivy League wie Harvard oder dem MIT) in einigen anderen lateinamerikanischen Staaten mit autoritären Regimen nach dem chilenischen Vorbild Einfluss gewinnen. In Mexiko war dies eine Gruppe, zu der Francisco Gil Díaz und der spätere Präsident Carlos Salinas gehörten und die seit 1985 marktwirtschaftliche Reformen durchsetzte.
In Argentinien war zunächst unter der Junta ab 1976 der Friedman-Schüler Adolfo César Diz von 1981 bis 1986 Zentralbankpräsident und ging später als Berater zur Weltbank. Unter Carlos Menem war der ebenfalls in Chicago ausgebildete Roque Fernández seit 1991 Zentralbankpräsident, ab 1996 dann Wirtschaftsminister. Weitere argentinische Chicago Boys folgten ab Mitte der 1990er Jahre in wichtige wirtschaftspolitische Posten.
Andere lateinamerikanische Militärregierungen, etwa in Brasilien und in Paraguay, verfolgten wirtschaftspolitische Programme, die kaum oder gar nicht durch die Chicagoer Schule beeinflusst waren.
Yves Dezalay und Bryant Garth weisen darauf hin, dass der Transfer zwischen den USA und Chile nicht einseitig war, sondern dass eine „bemerkenswerte Geschichte von Export und Import“ die Glaubwürdigkeit des Washingtoner Konsenses stützte und den Boden für die strukturellen Anpassungen nach der Wahl Ronald Reagans bereitete. Während die Weltbank aber noch in den 1980ern die Reformen der Chicago Boys in Chile als Vorbild für ökonomische und politische Führung ansah, änderte sich der Politikstil im Laufe der 1990er Jahre und es wurde mehr Wert auf Menschenrechte, Demokratie und Partizipation von Betroffenen gelegt. Im Jahr 1998 erklärte Joseph Stiglitz als Chefökonom der Weltbank das Ende des Washingtoner Konsenses. Seitdem werden die Grundsätze der guten Regierungsführung als neues Leitbild der makroökonomischen Konditionalität bei internationaler Kreditvergabe angestrebt.

## Bewertung
Die Reformen der Chicago Boys wurden in der wirtschafts- und sozialwissenschaftlichen Literatur hinsichtlich der Effektivität ihrer ökonomischen Auswirkungen und der politischen Legitimität ihres Zustandekommens kontrovers diskutiert. Die Mitglieder der Chicagoer Schule, welche die Chicago Boys bei ihren Reformen unterstützt haben, handelten sich für ihr Engagement öffentliche Kritik ein.

### Wirtschafts- und sozialpolitische Aspekte

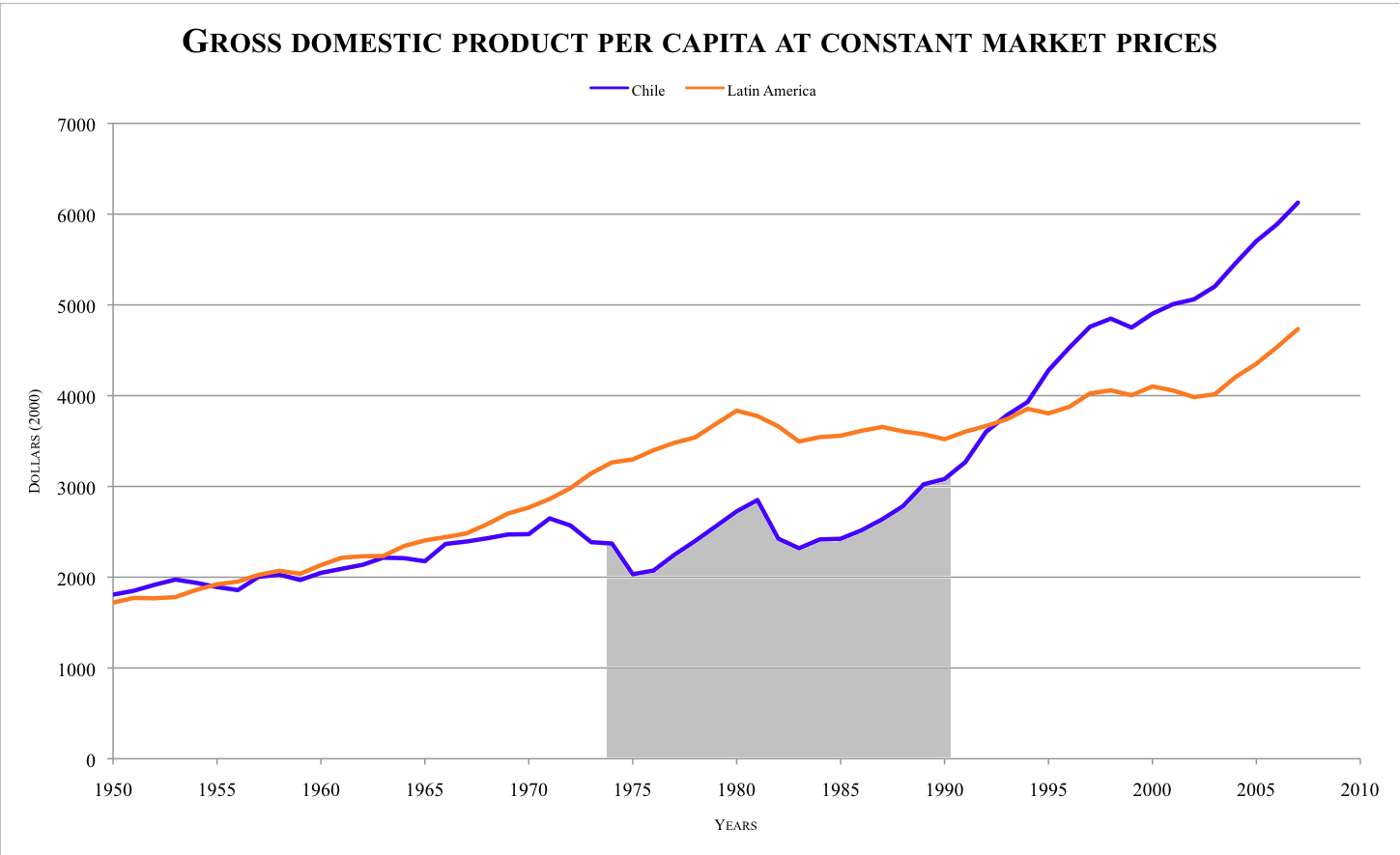
Entwicklung des Bruttoinlandsproduktes je Einwohner von Chile (Blau) und Südamerika (Orange) in US-Dollar (heutige Preise). Die Regierungszeit Pinochets ist grau hinterlegt.

Wenn die Chicago Boys für die Finanzkrise Anfang der 1980er mitverantwortlich gemacht werden, so wird ihnen doch oft das Verdienst zugestanden, die Weichen für eine weitere gute wirtschaftliche Entwicklung gestellt zu haben. Als bleibender Erfolg der Marktorientierung wird demnach die Geldwertstabilität und das seit Ende der 1980er und Anfang der 1990er wieder zunehmende Wachstum der Wirtschaft Chiles gelobt. Trotzdem ist auch diese langfristige Bilanz ihres Wirkens umstritten. Der Einfluss der Chicago Boys auf das Wirtschaftswachstum wird unterschiedlich beurteilt. Befürworter der Reformen berufen sich auf Statistiken, nach denen Chile beispielsweise von 1981 bis 1990 ein Wachstum des Bruttoinlandsprodukts in Höhe von real durchschnittlich 2,7 Prozent zu verzeichnen hatte, was über den Wachstumsraten anderer großer lateinamerikanischer Staaten wie Brasilien, Mexiko, Venezuela, Argentinien und Peru lag. Andere Autoren weisen darauf hin, dass das reale Wirtschaftswachstum zwischen dem Anfang der 1970er Jahre und dem Ende der Diktatur 1990 relativ gering war und unter dem lateinamerikanischen Durchschnitt lag. Verschiedene chilenische Ökonomen lehnen es unter Berufung auf rückläufige Entwicklungen der Investitionsrate und des Pro-Kopf-Bruttoinlandsproduktes während der Herrschaft Pinochets ab, von einem ökonomischen Wunder zu sprechen.
Auch ist fraglich, inwiefern die langfristige Entwicklung auf die Reformen der Chicago Boys zurückzuführen ist. Nach Auffassung von Ricardo Ffrench-Davis, dem ehemaligen Chefvolkswirt der chilenischen Zentralbank und heutigen Berater der UN-Wirtschaftskommission für Lateinamerika (ECLAC), hat die Radikalität der Schocktherapie unter den Chicago Boys ein höheres Wachstum verhindert, weil auf Phasen hohen Wachstums schwerste Rezessionen folgten. Erst in der Phase pragmatischer Wirtschaftspolitik sei die Wirtschaft auf einen nachhaltigen Wachstumspfad gekommen.
Der kalifornische Ökonom James M. Cypher hebt hervor, dass die Chicago Boys während der Privatisierung zwischen 1975 und 1978 in großem Umfang Staatsunternehmen unter dem Marktpreis vergaben, wobei sie vor allem wenige große Konzerne begünstigt haben. Dadurch ist es zu einer weiteren Konzentration der ohnehin durch große Grupos geprägten chilenischen Wirtschaft gekommen.
Die Teilprivatisierung des Gesundheitssystems bewirkte, dass eine wachsende Zahl von Bürgern keinen Zugang mehr zu Krankenversicherungsschutz hatte. Da Patienten teilweise extrem hohe Zuzahlungen leisten müssen und der Krankenversicherungsschutz beachtliche Deckungslücken aufweist, hat sich das reformierte Gesundheitssystem für die Patienten zu einer Zweiklassenmedizin mit unvorhersehbaren und oft existenziellen finanziellen Risiken entwickelt.
Auch wird hervorgehoben, dass sich die sozialen Gegensätze auf drastische Weise verschärft haben. So ist statistisch belegt, dass die Wirtschaftspolitik der Chicago Boys bereits in den ersten Jahren dazu geführt hat, dass die monatlichen Konsumausgaben der ärmsten 20 Prozent der Bevölkerung stark gesunken sind. Auch bei der unteren Mittelklasse und der Mittelklasse sind die Konsumausgaben zurückgegangen. Die obere Mittelklasse hatte dagegen etwas mehr Geld zur Verfügung, und die reichsten 20 Prozent der Bevölkerung konnten ihre Konsumausgaben stark ausweiten:
| Haushalte                  | 1969  | 1978    |
| -------------------------- | ----- | ------- |
| 20 % (Arme)                | $ 164 | $ 113   |
| 20 % (untere Mittelklasse) | $ 255 | $ 203   |
| 20 % (Mittelklasse)        | $ 337 | $ 297   |
| 20 % (obere Mittelklasse)  | $ 443 | $ 456   |
| 20 % (Reiche)              | $ 862 | $ 1.112 |

Insgesamt gab es während der Diktatur Pinochets von 1973 bis 1990 einen mäßigen Anstieg der Arbeitslosigkeit von knapp 5 auf mehr als 7 Prozent, der sich nach der Demokratisierung bis 2000 noch verstärkte. Bis zur Übernahme der wirtschaftspolitischen Ämter durch die Chicago Boys war die Arbeitslosigkeit in einer ersten Rezession auf über 18 Prozent angestiegen, in der zweiten Rezession 1982, als die meisten Chicago Boys aus ihren Ämtern entlassen wurden, betrug die Arbeitslosigkeit über 25 Prozent.
| Jahr                 | 1973 | 1974 | 1975 | 1976 | 1977 | 1978 | 1979 | 1980 | 1981 | 1982 |
| -------------------- | ---- | ---- | ---- | ---- | ---- | ---- | ---- | ---- | ---- | ---- |
| Arbeitslosigkeit (%) | 4,7  | 9,2  | 18,3 | 19,2 | 18,1 | 13,8 | 13,4 | 13,2 | 20,0 | 25,0 |

Selbst ein Befürworter der Reformen wie Gary Becker räumt ein, dass die Marktreformen nicht alle Probleme lateinamerikanischer Gesellschaften gelöst haben. Beispielsweise gebe es nach einer Studie der Weltbank in dieser Region größere wirtschaftliche Ungleichheit als in anderen Teilen der Welt, zu einem guten Teil weil Schulbildung und andere sozialpolitische Ausgaben für Arme unzureichend gewesen seien.

### Technokratie und autoritäre Herrschaft

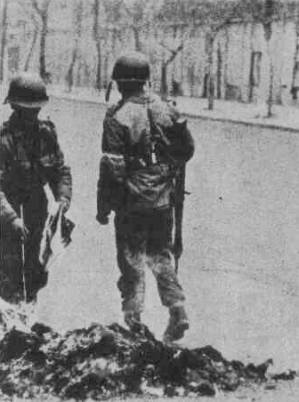
Verbrennung marxistischer Literatur in den ersten Tagen des Militärregimes. Noch im November 1986 ließ Pinochet in Valparaíso 15.000 Exemplare eines Buches von García Márquez verbrennen. In Chile gab es während der Diktatur über 3000 politische Morde. In der Zeit von 1973 bis kurz vor Ende der Diktatur im Jahr 1990 wurden nach Erkenntnissen der Valech-Kommission von insgesamt etwa 27.000 politischen Gefangenen, worunter sich 13 Prozent Frauen befanden, 94 Prozent gefoltert. Konservativen Schätzungen zufolge gab es 30.000 Regimegegner, die ins – zum Teil erzwungene – politische Exil gingen.

Ebenfalls umstritten ist der Zusammenhang zwischen wirtschaftsliberalen Reformen der Wirtschaft und technokratischer oder autoritärer Politik. Das Wirken der Chicago Boys wird oft als eine Art technokratischer Revolution „von oben“ beschrieben, die sich nicht auf wirtschaftspolitische Fragen beschränkte. Die Chicago Boys wollten, dass der neoliberale Marktansatz (market approach) und damit der Glauben an individuelles Handeln statt Verantwortung des Staates die ganze Gesellschaft durchdringe. Diese ideologische Ausrichtung, die schon in der Konzeption des Austauschprogramms angelegt war, empfanden Kritiker innerhalb der Ford-Foundation im Rückblick als zu einseitig: Den Interessen von Entwicklungsländern sei mit der Durchsetzung einer einzelnen Perspektive nicht gedient.
Das Scheitern der ersten radikalen Reformphase wird darauf zurückgeführt, dass Lehrbuchwissen der Chicagoer Schule auf eine allzu rigide und ideologisch aufgeladene Art von Technokraten umgesetzt worden sei. Dabei seien sie durch das autoritäre Regime von der Expertise gesellschaftlicher Interessengruppen und den Belangen Betroffener abgeschirmt worden. Entsprechend wird mitunter eine Arbeitsteilung zwischen den wirtschaftsliberalen Reformen der Chicago Boys und der politischen Herrschaft Pinochets angenommen, bei welcher sich die autoritäre militärische Machtausübung verstärkte, um die von ökonomischen Reformen Betroffenen in Schach zu halten. Der heute an der Universidad Católica lehrende Politikwissenschaftler Carlos Huneeus zieht dagegen aus einer Studie über das ODEPLAN den Schluss, dass es keine Arbeitsteilung zwischen Ökonomen (die er „ODEPLAN-Boys“ nennt) und einer stärker politisch ausgerichteten Gruppe der Gremialisten gab, sondern dass beide mit unterschiedlichen Mitteln dasselbe Ziel verfolgt hätten, eine „geschützte Demokratie“ (protected democracy) zu errichten. Ein wichtiger Schritt zu diesem Ziel war die durch Friedrich August von Hayek inspirierte und vom Gremialisten-Führer Jaime Guzman entworfene „Verfassung der Freiheit“ (La Constitución de la Libertad) von 1980, die der wirtschaftsliberalen Vorstellung der Freiheit einen hohen Stellenwert einräumte, bezüglich der Demokratie allerdings dazu diente, dieser Grenzen zu setzen und sie umzudefinieren.
Dass nordamerikanische Ökonomen, wie Milton Friedman und Arnold Harberger, die Chicago Boys trotz der Menschenrechtsverletzungen in Chile unterstützt haben, trug ihnen zum Teil harsche Kritik von Kollegen ein. Das Auseinanderfallen von politischer und ökonomischer Freiheit in Pinochets Chile führte dazu, dass oppositionelle chilenische Ökonomen dem Ausdruck „Neoliberalismus“ einen negativen Beigeschmack geben konnten, indem sie ihn vom klassischen Liberalismus unterschieden, bei dem (ebenso wie in der Theorie Hayeks) an sich eine Untrennbarkeit beider Formen von Freiheit vorgesehen war.
Nach Auffassung von Orlando Letelier waren „Repressionen gegen die Mehrheit und ökonomische Freiheit für kleine privilegierte Gruppen in Chile zwei Seiten derselben Medaille“. Dagegen versichert Sebastián Edwards, ehemaliger Chefökonom der Weltbank für die Region Lateinamerika und Karibik, der zu Pinochets Zeiten an der Universidad Católica und in Chicago ausgebildet worden war: „Die Chicago Boys waren nicht Teil der Pinochet-Verschwörung […] Entgegen den Behauptungen mancher Kritiker war die Politik der Chicago Boys nicht dogmatisch, rigide durchgeführt, und von der Bevölkerung insgesamt abgelehnt. Ebenso falsch ist die Behauptung, dass die Chicago Boys natürliche Verbündete der Militärregierung gewesen seien, die 1973 die Macht ergriff.“
Hinsichtlich der Legitimität der Reformen ist auch umstritten, wie stark ausländische politische Akteure, insbesondere die USA, die Reformen beeinflusst und kontrolliert haben. Naomi Kleins Bestseller Die Schock-Strategie stellte diese Frage einem breiteren Publikum vor. Klein beschreibt das Austauschprogramm mit der Universität Chicago dabei vor allem als Schachzug der USA, eine Hegemonie über die lateinamerikanischen Wirtschaftswissenschaften zu erlangen. Nach Auffassung von Valerie Brender vernachlässigt sie dabei die Analyse der Wirtschaftsentwicklung sowie den Vergleich mit anderen Entwicklungshilfe- und Austauschprogrammen der USA.
Ein weiterer Kritikpunkt am Verhältnis der Chicago Boys zur chilenischen Diktatur liegt in der Umstrukturierung der chilenischen Zivilgesellschaft durch die wirtschaftlichen Reformen. Auf der einen Seite diente der wissenschaftliche Habitus der Chicago Boys der Diktatur als Legitimationsgrund, um ihre autoritäre Politik zu rechtfertigen, auf der anderen Seite führte die massive Zerschlagung gewerkschaftlicher Organisation und die Monopolisierung der Medien in den Händen der Militärs und Oligarchie zu einer massiven Verdrängung politischer Themen aus dem öffentlichen Raum. Aktuelle Aussagen prominenter Chicago Boys zeigen, dass sie bis heute nicht zu einer kritischen Distanz zur Pinochet-Diktatur bereit sind, so rühmt José Pinera (Bruder des amtierenden Präsidenten und Arbeits- und Bergbauminister unter Pinochet) die Militärjunta, Chile von einer kommunistischen Diktatur befreit zu haben, und bezeichnet sie als einen Schritt, der notwendig war, um das Land von einer „illiberal democracy“ zu befreien.

### Stellungnahmen der Chicagoer Professoren

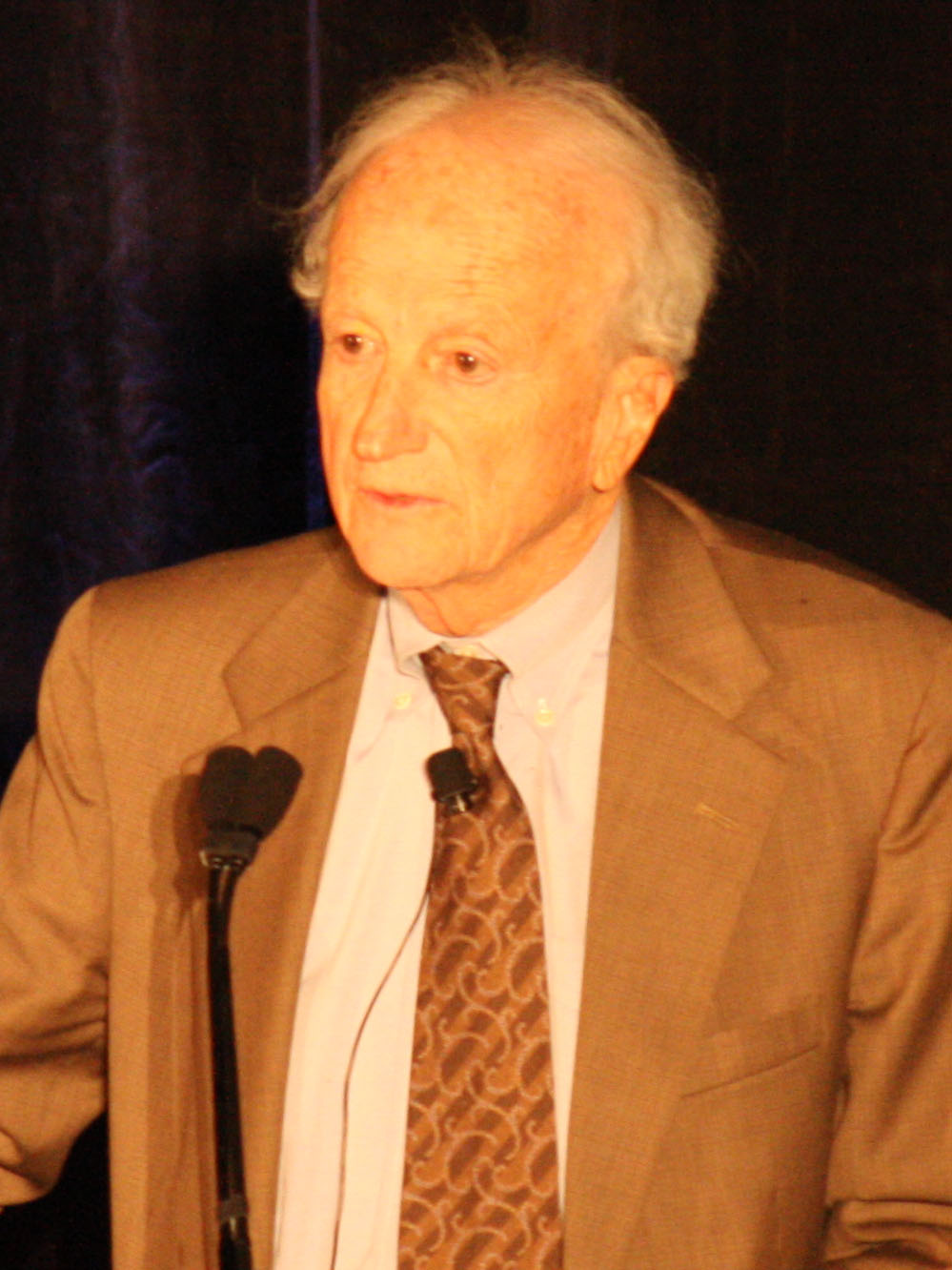
Gary Becker

Der Nobelpreisträger und Chicago-Professor Gary Becker sagte 1997 über die Chicago Boys:

„In der Retrospektive war ihre Bereitschaft, für einen grausamen Diktator zu arbeiten und eine andere ökonomische Herangehensweise zu entwickeln, eine der besten Sachen, die Chile passieren konnte. […] Chile wurde von einem Paria-Staat, der von einem Diktator kontrolliert wurde, zu einem ökonomischen Vorbild für alle Entwicklungsländer. Chiles Leistungen wurden noch eindrucksvoller, als die Regierung in eine Demokratie transformiert wurde. […] Ihre Lehrer sind auf ihre reich verdiente Ehre stolz.“

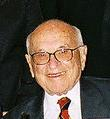
Milton Friedman (2005)

Milton Friedman sagte 1991 über den knapp 10 Jahre zuvor von ihm geprägten Ausdruck „Wunder von Chile“:

“I have nothing good to say about the political regime that Pinochet imposed. It was a terrible political regime. The real miracle of Chile is not how well it has done economically; the real miracle of Chile is that a military junta was willing to go against its principles and support a freemarket regime designed by principled believers in a free market.”

„Ich habe über das politische Regime Pinochets nichts Gutes zu sagen. Es war ein schreckliches Regime. Das wahre Wunder von Chile ist nicht, wie gut sich das Land wirtschaftlich entwickelt hat. Das wahre Wunder von Chile besteht darin, dass eine Militärregierung gewillt war, gegen ihre Prinzipien zu handeln und eine Ordnung freier Marktwirtschaft zu unterstützen, die von Menschen entworfen wurde, die prinzipientreu an den freien Markt glauben.“

## Übersicht der Chicago Boys
Folgende chilenische Regierungsmitglieder oder Berater werden von Patricio Silva u. a. zu den Chicago Boys gezählt:
- Sergio de la Cuadra (Finanzminister 1982–1983)
- Sergio de Castro (Wirtschaftsminister 1975–1976, Finanzminister 1976–1982)
- Martín Costabal (verantwortlich für den Haushalt 1981–1984, Finanzminister 1989–1990)
- Pablo Baraona (Wirtschaftsminister 1976–1979)
- Alvaro Bardón (Staatssekretär im Wirtschaftsministerium 1982–1983)
- María Teresa Infante (Ministerin für Arbeit 1988–1990)
- Miguel Kast (Planungsminister 1978–1980, Minister für Arbeit 1980–1982, Zentralbankpräsident 1982)
- Roberto Kelly (Wirtschaftsminister 1978–1980)
- Felipe Lamarca (Direktor der Steuerbehörde SII 1978–1984)
- Joaquín Lavín (Berater des Planungsministeriums, Herausgeber des Wirtschaftsteils des El Mercurio)
- Rolf Lüders (Wirtschaftsminister 1982–1983; Finanzminister 1982)
- Juan Carlos Méndez (verantwortlich für den Haushalt 1975–1981; Weltbankökonom 1982)
- Andrés Sanfuentes (Berater der Zentralbank sowie der Haushaltsbehörde)
- Jorge Selume (verantwortlich für den Haushalt 1984–1989)
- Francisco Soza (CORFO 1975)
- Juan Villarzú (verantwortlich für den Haushalt 1973–1975, danach Weltbankökonom, Banco Concepción ab 1978)

Chicago Boys mit Abschlüssen anderer US-amerikanischer Fakultäten:
- Hernán Büchi (Finanzminister 1985–1989, MBA Columbia)
- Carlos Cáceres Contreras (Zentralbankpräsident 1982–1983, Finanzminister 1983–1984, Innenminister 1988–1990, MBA Cornell)
- Jorge Cauas (Finanzminister 1974–1976, MA Columbia)
- José Piñera (Minister für Arbeit 1979–1980, Minister für Bergbau 1980–1981, PhD Harvard)